# Afrosepsis elongata
Afrosepsis elongata är en tvåvingeart som beskrevs av Ozerov 1999. Afrosepsis elongata ingår i släktet Afrosepsis och familjen svängflugor.
Artens utbredningsområde är Uganda. Inga underarter finns listade i Catalogue of Life.